# Барри, Джон (композитор)
Джон Барри (англ. John Barry, урожд. Джон Барри Прендергаст; 3 ноября 1933, Йорк, Англия — 30 января 2011, Глен-Ков, штат Нью-Йорк, США) — английский композитор, автор музыки к фильмам, обладатель наград «Золотой глобус» и BAFTA, пятикратный лауреат премии «Оскар». Офицер ордена Британской империи (OBE).
Наиболее известен авторством музыки к 11 фильмам о Джеймсе Бонде; оказал огромное влияние на запоминающийся стиль серии фильмов об агенте 007.

## Биография
Барри получил образование в Школе Св. Петра (англ. St Peter's School) в Йорке, а уроки композиции ему давал Фрэнсис Джексон, органист Йоркского минстера. До середины 1970-х Барри прожил в своей родной Англии (и, недолго, в Испании, избегая британской системы налогообложения), но впоследствии переехал в США, в Ойстер-Бей недалеко от Нью-Йорка.
В 1988 году Барри лечился от спонтанного разрыва пищевода, после чего стал подвержен пневмониям.

### Браки и дети
1. Барбара Пиккард (1959—1963)
  - Сюзанна (Сюзи) Барри
    - Фиби Инглби, Флоренс Инглби
2. Улла Ларсон (фактический брак) (1963—1965)
  - Шанна Барри
3. Джейн Биркин (1965—1968)
  - Кейт Барри (род. 1967, ум. 2013)
4. Джейн Сиди (1969—1978)
5. Лори Барри (1978—2011)
  - Джонпатрик Барри

Джон Барри скончался в Нью-Йорке 30 января 2011 года от инфаркта.

## Карьера
Несмотря на то, что его родители работали в кино-бизнесе, выступать в качестве музыканта Барри начал только во время службы в армии. Пройдя курс заочного обучения (у джазового композитора Билла Руссо) и сделав аранжировки для некоторых музыкальных коллективов того времени, он основал «John Barry Seven». Тогда же Барри познакомился с Адамом Фэйтом и начал сочинять песни совместно с Лесом Вандайком, а также музыку к фильмам от имени этого певца. Когда в 1960 году Фэйт снял свой первый фильм «Beat Girl», Барри выступил композитором, аранжировщиком и дирижёром музыки, которая стала не только первым фильмом для Барри, но и первым альбомом-саундтреком, выпущенным в Великобритании на LP. Также Барри сочинил музыку к другим фильмам Фэйта.
С 1959 по 1962 гг. Барри работал на студии EMI, создавая оркестровый аккомпанемент для музыкантов, записывавшихся на этом лейбле. Начиная с 1962 года, Барри перешёл на лейбл Ember Records, на котором он выступал продюсером и аранжировщиком альбомов.
Эти успехи привлекли внимание продюсеров нового фильма под названием «Доктор Но», которых не устраивала главная тема Джеймса Бонда, написанная Монти Норманом. Барри был принят на работу, а результатом стала одна из самых известных фирменных мелодий в истории кино, «Тема Джеймса Бонда». (Её авторство досталось Монти Норману — см. ниже). Когда продюсеры привлекли к созданию следующего фильма о Джеймсе Бонде «Из России с любовью» Лайнела Барта, они обнаружили, что Барт не умеет ни читать ноты, ни писать музыку. Несмотря на то, что Барт написал заглавную песню для фильма, продюсеры вспомнили об аранжировках Барри «Темы Джеймса Бонда» и о его участии в сочинении и аранжировке музыки к нескольким фильмам с участием Адама Фэйта. Лайнел Барт также рекомендовал Барри продюсеру Стенли Бейкеру для фильма «Зулусы». Барт и Барри вместе работали над фильмом «Человек посередине».
Это стало поворотной точкой в карьере Барри, и впоследствии он стал одним из самых известных композиторов нашего времени, став обладателем пяти премий «Оскар», а также четырёх наград «Грэмми», написав замечательную музыку для фильмов «Лев зимой», «Полуночный ковбой», «Рождённая свободной» и «Где-то во времени».
Считается, что у Барри свой оригинальный стиль, который заключается в сочных струнных и обширном использовании духовых. При этом, он ещё и инноватор — он был первым, кто задействовал синтезаторы в музыке к фильму («На секретной службе Её Величества»), и стал широко использовать популярных музыкантов и популярные песни в «Полуночном ковбое».
Барри написал заглавную музыкальную тему для телесериала «Сыщики-любители экстра класса», также известного под названием «Невезучие герои», в котором Тони Кёртис и Роджер Мур в паре играли богатых плейбоев, разрешающих сложные преступления. Музыкальная тема стала хитом в некоторых европейских странах и перевыпускалась на сборниках диско-хитов 70-х годов. На записи присутствуют синтезаторы Муга. Барри также является автором музыки к нескольким мюзиклам, в том числе "Отель «Цветок Страсти» (слова Тревора Пикока), удачной постановке мюзикла «Билли» на Вест-энде (слова Дона Блэка), а также двух провальных бродвейских постановок, «Маленький принц и авиатор» и «Лолита, любовь моя», в которой автором слов выступил Алан Джей Лернер.
В 2006 году, Барри выступил исполнительным продюсером альбома под названием «Here's to the Heroes» австралийского ансамбля Десять Теноров. На альбоме представлено несколько песен, которые Барри сочинил совместно со своим приятелем и автором слов к песням, Доном Блэком.
Оркестровки Барри нередко сочетают в себе валторны и струнные таким образом, что его музыка становится мгновенно узнаваемой. Давая фильму не только заглавную тему, но и всю партитуру звуковой дорожки, музыка Барри нередко вносит свой вклад в получение фильмом благосклонного приёма, как например в случае с «Полуночным ковбоем», «Из Африки» и «Танцами с волками».
В октябре 2007 года Джон Барри объявил о договоренности с Universal Music France на 2 альбома, которые должны выйти в начале 2008 года. Они должны стать его первыми сольными работами за 7 лет. Ожидается, что один из них будет джазовым, а другой — классическим, по примеру ранее выпущенных им «The Beyondness of Things» и «Eternal Echoes».

### Фильмы о Джеймсе Бонде
После успеха «Доктора Но», Барри написал музыку к одиннадцати из последующих 14 фильмов о Джеймсе Бонде (но всегда автором «Темы Джеймса Бонда» указывался Монти Норман).
За то время, что Барри писал музыку к фильмам о Бонде, существенно выросли продажи саундтреков к фильмам — поклонникам очень импонировал его подход к оркестровке. Для «Из России с любовью» он сочинил «007», альтернативную «фирменную» тему Джеймса Бонда, позднее использованную в четырёх других фильмах Бондианы («Шаровая молния», «Живёшь только дважды», «Бриллианты навсегда», «Мунрейкер»). На музыкальную тему «Stalking» из рекламного ролика-тизера к «Из России с любовью», сделал свою кавер-версию его коллега Марвин Хэмлиш для «Шпиона, который меня любил» (1977). (Слова для заглавной песни из фильма «Из России с любовью» написал Лайнел Барт, впоследствии ставший автором мюзикла «Оливер!»).
В фильме «Голдфингер» он далее усовершенствовал узнаваемое «Бондовское» звучание — крепкую смесь из духовых инструментов, джаза и чувственных мелодий.
По мере взросления композитора, музыка к фильмам про Бонда все больше и больше концентрировалась на сочных мелодиях, таких как в «Мунрейкере» и в «Осьминожке». Музыка Барри к «Виду на убийство» была достаточно традиционной, тем не менее, плодом его сотрудничества с группой Duran Duran над заглавной песней стала современная и одна из самых успешных тем Бондианы на сегодняшний день, поднявшаяся на первое место в американских и на второе место в британских сингловых чартах. И «Вид на убийство» и тема из «Искр из глаз» группы A-HA сочетали в себе популярный музыкальный стиль этих исполнителей с оркестровками Барри.
- «Доктор Но» (1962) — «Тема Джеймса Бонда» (только в титрах фильма)
- «Из России с любовью» (автор слов Лайнел Барт) (1963)
- «Голдфингер» (1964)
- «Шаровая молния» (1965)
- «Живёшь только дважды» (1967)
- «На секретной службе Её Величества» (1969)
- «Бриллианты навсегда» (1971)
- «Человек с золотым пистолетом» (1974)
- «Мунрейкер» (1979)
- «Осьминожка» (1983)
- «Вид на убийство» (1985)
- «Искры из глаз» (1987)

### Авторство «Темы Джеймса Бонда»
Авторство «Темы Джеймса Бонда» приписывается единолично Монти Норману, нанятому в качестве композитора для «Доктора Но». Тем не менее, Барри, хоть публично и не отрицая этого факта, неоднократно давал понять, что это не так. Примерно через 30 лет вопросы авторства дошли до Верховного суда, когда Норман подал иск против газеты «The Sunday Times» опубликовавшей это утверждение в статье 1997 года, называвшей Барри истинным автором «Темы…». Тогда, Барри давал показания со стороны защиты.
В суде Барри заявил, что ему вручили рукопись партитуры, авторства Нормана (которая должна была стать заглавной музыкальной темой) и что ему поручалось сделать её музыкальную аранжировку, и что он написал дополнительную музыку и сделал аранжировку «Темы Джеймса Бонда». Суду также сообщалось, что Норману досталось единоличное авторство в связи с тем, что у него с продюсерами уже был контракт. Норман выиграл иск, и суд постановил выплату ему убытков. Тем не менее, 7 сентября 2006 года, Джон Барри публично отстаивал своё авторство музыкальной темы на передаче Стива Райта на станции Би-би-си Радио 2.
Современные исследования указывают на то, что, похоже, именно Джону Барри в значительной степени принадлежит авторство большей части музыкальной темы. Помимо прочего, это утверждение основывается на том, что музыкальная тема сильно напоминает раннюю музыку Барри, например песню «Bee’s Knees», а также на том факте, что вся остальная музыка в «Докторе Но» не похожа на «Тему Джеймса Бонда».

### Музыка к другим крупным фильмам
- «Зулусы» (1964)
- «Досье Ипкресс» (1965)
- «Меморандум Квиллера» (1966)
- «Рождённая свободной» (1966)
- «Шептуны» (1967)
- «Лев зимой» (1968)
- «Полуночный ковбой» (1969)
- «Свидание» (1969)
- «Последняя долина» (1970)
- «Обход» (1971)
- «Алиса в Стране чудес» (1972)
- «Кукольный дом» (1973)
- «Финиковая косточка» (1974)
- «Кинг-Конг» (1976)
- «Робин и Мэриан» (1976)
- «Бездна» (1977)
- «Игра смерти» (1978)
- «Столкновение звёзд» (1979)
- «Ганновер-стрит» (1979)
- «Поднять «Титаник»» (1980)
- «Где-то во времени» (1980) (номинация на «Золотой глобус» за Лучшую Музыку к Фильму)
- «Жар тела» (1981)
- «Фрэнсис» (1982)
- «Клуб „Коттон“» (1984)
- «Из Африки» (1985)
- «Золотой ребёнок» (1986)
- «Маскарад» (1988)
- «Танцы с волками» (1990)
- «Чаплин» (1992)
- «Рубин Каира» (1992)
- «Непристойное предложение» (1993)
- «Специалист» (1994)
- «Два цвета времени» (1995)
- «Путешествие во времени» (1995) (трёхмерный фильм для кинотеатров IMAX)
- «Алая буква» (1995)
- «Унесённый морем» (1997)
- «Восход меркурия» (1998)
- «Превратности любви» (1998)
- «Энигма» (2001)

### Мюзиклы
- "Отель «Цветок страсти» (1965)
- «Лолита, любовь моя» (1971), музыкальная комедия (слова Алана Джей Лернера) по мотивам романа Владимира Набокова «Лолита»
- «Билли» (1974)
- «Маленький принц и авиатор» (1981)

### Музыкальные темы для телевидения
- «Элизабет Тейлор в Лондоне» (номинация на премию «Грэмми»)
- «Искатель приключений»
- «Элеанор и Фрэнклин»
- «Новички»
- «Juke Box Jury»
- «Мастера уговоров - Сыщики любители экстра-класса»
- «Вендетта»

### Прочие произведения
- «Американцы»
- «The Beyondness of Things»
- «Eternal Echoes»
- «The Seasons» — концептуальный альбом-продолжение. Релиз ожидается в июле 2008 г.

В 1988 году Джон Барри был посвящён в Зал Славы композиторов и поэтов-песенников.